# Liste der Staatsoberhäupter 1944
Übersicht
◄◄ | ◄ | 1940 | 1941 | 1942 | 1943 | Liste der Staatsoberhäupter 1944 | 1945 | 1946 | 1947 | 1948 | ► | ►►

Weitere Ereignisse

## Afrika
- Ägypten
  - Staatsoberhaupt: König Faruq (1936–1952)
  - Regierungschef:
    - Ministerpräsident Mustafa an-Nahhas Pascha (1928, 1930, 1936–1937, 1942–10. Oktober 1944, 1950–1952)
    - Ministerpräsident Ahmed Maher Pascha (10. Oktober 1944–1945)

- Äthiopien
  - Staatsoberhaupt: Kaiser Haile Selassie (1930–1974) (1916–1930 Regent, 1936–1941 im Exil)
  - Regierungschef: Ministerpräsident Makonnen Endelkachew (1943–1957)

- Liberia
  - Staats- und Regierungschef:
    - Präsident Edwin Barclay (1930–3. Januar 1944)
    - Präsident William S. Tubman (3. Januar 1944–1971)

- Südafrika
  - Staatsoberhaupt: König Georg VI. (1936–1952)
    - Generalgouverneur: Nicolaas Jacobus de Wet (1943–1946) (kommissarisch)

  - Regierungschef: Ministerpräsident Jan Smuts (1919–1924, 1939–1948)

## Amerika

### Nordamerika
- Kanada
  - Staatsoberhaupt: König Georg VI. (1936–1952)
    - Generalgouverneur: Alexander Cambridge, 1. Earl of Athlone (1940–1946) (1924–1931 Generalgouverneur von Südafrika)

  - Regierungschef: Premierminister William Lyon Mackenzie King (1921–1926, 1926–1930, 1935–1948)

- Mexiko
  - Staats- und Regierungschef: Präsident Manuel Ávila Camacho (1940–1946)

- Vereinigte Staaten von Amerika
  - Staats- und Regierungschef: Präsident Franklin D. Roosevelt (1933–1945)

### Mittelamerika
- Costa Rica
  - Staats- und Regierungschef:
    - Präsident Rafael Ángel Calderón Guardia (1940–8. Mai 1944)
    - Präsident Teodoro Picado Michalski (8. Mai 1944–1948)

- Dominikanische Republik
  - Staats- und Regierungschef: Präsident Rafael Trujillo (1930–1938, 1942–1952)

- El Salvador
  - Staats- und Regierungschef:
    - Präsident Maximiliano Hernández Martínez (1931–1934, 1935–9. Mai 1944)
    - Präsident Andrés Ignacio Menéndez (9. Mai 1944–20. Oktober 1944) (kommissarisch)
    - Präsident Osmín Aguirre y Salinas (20. Oktober 1944–1945) (kommissarisch)

- Guatemala
  - Staats- und Regierungschef:
    - Präsident Jorge Ubico Castañeda (1931–4. Juli 1944)
    - Präsident Juan Federico Ponce Vaidez (4. Juli 1944–20. Oktober 1944) (kommissarisch)
    - Revolutionäre Regierungsjunta Francisco Javier Arana, Jacobo Árbenz Guzmán, Jorge Toriello Garrido (20. Oktober 1944–1945)

- Haiti
  - Staats- und Regierungschef: Präsident Élie Lescot (1941–1946)

- Honduras
  - Staats- und Regierungschef: Präsident Tiburcio Carías Andino (1933–1949)

- Kuba
  - Staatsoberhaupt:
    - Präsident Fulgencio Batista (1940–10. Oktober 1944, 1952–1959)
    - Präsident Ramón Grau San Martín (1933–1934, 10. Oktober 1944–1948)

  - Regierungschef:
    - Ministerpräsident Ramón Zaydín y Márquez Sterling (1942–16. März 1944)
    - Ministerpräsident Anselmo Alliegro y Milá (16. März 1944–10. Oktober 1944) (1959 Präsident)
    - Ministerpräsident Félix Lancís Sánchez (1944–13. Oktober 1945, 1950–1951)

- Nicaragua
  - Staats- und Regierungschef: Präsident Anastasio Somoza García (1937–1947, 1950–1956)

- Panama
  - Staats- und Regierungschef: Präsident Ricardo Adolfo de la Guardia Arango (1941–1945)

### Südamerika
- Argentinien
  - Staats- und Regierungschef:
    - Präsident Pedro Pablo Ramírez (1943–9. März 1944)
    - Präsident Edelmiro Julián Farrell (25. Februar 1944–1946) (bis 9. März 1944 kommissarisch)

- Bolivien
  - Staats- und Regierungschef: Präsident Gualberto Villarroel López (1943–1946)

- Brasilien
  - Staats- und Regierungschef: Präsident Getúlio Vargas (1930–1945, 1951–1954)

- Chile
  - Staats- und Regierungschef: Präsident Juan Antonio Ríos Morales (1942–1946)

- Ecuador
  - Staats- und Regierungschef:
    - Präsident Carlos Alberto Arroyo del Río (1939, 1940–29. Mai 1944)
    - Präsident Julio Teodoro Salem (29. Mai 1944–31. Mai 1944) (kommissarisch)
    - Präsident José María Velasco Ibarra (1934–1935, 31. Mai 1944–1947, 1952–1956, 1960–1961, 1968–1972)

- Kolumbien
  - Staats- und Regierungschef: Präsident Alfonso López Pumarejo (1934–1938, 1942–1945)

- Paraguay
  - Staats- und Regierungschef: Präsident Higinio Morínigo (1940–1948) (bis 1943 kommissarisch)

- Peru
  - Staatsoberhaupt: Präsident Manuel Prado y Ugarteche (1939–1945, 1956–1962)
  - Regierungschef:
    - Premierminister Alfredo Solf y Muro (1939–3. Dezember 1944)
    - Premierminister Manuel Cisneros Sánchez (3. Dezember 1944–1945, 1956–1958)

- Uruguay
  - Staats- und Regierungschef: Präsident Juan José de Amézaga (1943–1947)

- Venezuela
  - Staats- und Regierungschef: Präsident Isaías Medina Angarita (1941–1945)

## Asien

### Ost-, Süd- und Südostasien
- Bhutan
  - Herrscher: König Jigme Wangchuk (1926–1952)

- China
  - Staatsoberhaupt: Vorsitzender der Nationalregierung Chiang Kai-shek (1943–1948)
  - Regierungschef: Vorsitzender des Exekutiv-Yuans Chiang Kai-shek (1939–1945)

- Britisch-Indien
  - Kaiser: Georg VI. (1936–1947)
  - Vizekönig: Archibald Wavell (1943–1947)

- Japan
  - Staatsoberhaupt: Kaiser Hirohito (1926–1989)
  - Regierungschef:
    - Premierminister Tōjō Hideki (1941–22. Juli 1944)
    - Premierminister Koiso Kuniaki (22. Juli 1944–1945)

- Mandschukuo (umstritten)
  - Staatsoberhaupt: Kaiser Puyi (1932–1945)
  - Regierungschef: Ministerpräsident Zhang Jinghui (1935–1945)

- Nepal
  - Staatsoberhaupt: König Tribhuvan (1911–1955)
  - Regierungschef: Ministerpräsident Juddha Shamsher Jang Bahadur Rana (1932–1945)

- Siam (heute: Thailand)
  - Staatsoberhaupt: König Ananda Mahidol (1935–1946)
  - Regierungschef:
    - Feldmarschall Phibul Songkhram (1938–1. August 1944)
    - Major Kuang Abhayawongse (1. August 1944–1945)

### Vorderasien
- Irak
  - Staatsoberhaupt: König Faisal II. (1939–1958)
  - Regierungschef:
    - Ministerpräsident Nuri as-Said (1941–3. Juni 1944)
    - Ministerpräsident Hamdi al-Patschatschi (1944–1946)

- Iran
  - Staatsoberhaupt: Schah Mohammad Reza Pahlavi (1941–1979)
  - Regierungschef:
    - Ministerpräsident Ali Soheili (1943–1944)
    - Ministerpräsident Mohammad Saed (1944)

- Jemen
  - Herrscher: König Yahya bin Muhammad (1918–1948)

- Saudi-Arabien
  - Staatsoberhaupt und Regierungschef: König Abd al-Aziz ibn Saud (1932–1953)

- Transjordanien (heute: Jordanien)
  - Herrscher: Emir Abdallah ibn Husain I. (1921–1951)

### Zentralasien
- Afghanistan
  - Staatsoberhaupt: König Mohammed Sahir Schah (1933–1973)
  - Regierungschef: Ministerpräsident Sardar Mohammad Hashim Khan (1929–1946)

- Mongolei
  - Staatsoberhaupt: Vorsitzender des Großen Staats-Churals Gontschigiin Bumtsend (1940–1953)
  - Regierungschef: Vorsitzender des Ministerrates Chorloogiin Tschoibalsan (1939–1952)

- Tibet (umstritten)
  - Herrscher: Dalai Lama Tendzin Gyatsho (1935–1951)

## Australien und Ozeanien
- Australien
  - Staatsoberhaupt: König Georg VI. (1936–1952)
  - Generalgouverneur: Earl Alexander Hore-Ruthven (1936–1945)
  - Regierungschef: Premierminister John Curtin (1941–1945)

- Neuseeland
  - Staatsoberhaupt: König Georg VI. (1936–1952)
  - Generalgouverneur: Marschall Baron Cyril Newall (1941–1946)
  - Regierungschef: Premierminister Peter Fraser (1940–1949)

## Europa
- Albanien (1943–1944 von Deutschland besetzt)
  - Parteichef: Sekretär des ZK Enver Hoxha (1941–1985) (1944–1954 Ministerpräsident)
  - Staatsoberhaupt:
    - Vorsitzender des Regentschaftsrates Mehdi Bej Frashëri (1943–28. November 1944)
    - Vorsitzender des Präsidiums der Volksversammlung Omer Nishani (26. Mai 1944–1953)

  - Regierungschef:
    - Ministerpräsident
    - Ministerpräsident Rexhep Mitrovica (1943–18. Juli 1944)
    - Ministerpräsident Fiqri Dine (18. Juli 1944–7. September 1944)
    - Ministerpräsident Ibrahim Biçakçiu (7. September 1944–26. Oktober 1944)
    - Ministerpräsident Enver Hoxha (22. Oktober 1944–1954) (1941–1985 Parteichef)

- Andorra
  - Co-Fürsten:
    - Staatspräsident von Frankreich:
      - Henri Philippe Pétain (1940–1944)
      - Charles de Gaulle (1944–1946)

    - Bischof von Urgell: Ramon Iglésias Navarri (1940–1969)

- Belgien (1940–1944 von Deutschland besetzt)
  - Staatsoberhaupt: König Leopold III. (1934–1951) (1940–1945 in deutscher Gefangenschaft, 1945–1950 im Schweizer Exil)
    - Militärgouverneur: Alexander von Falkenhausen (1940–18. Juli 1944)
    - Reichskommissar Josef Grohé (18. Juli 1944–September 1944)
    - Regent: Prinz Karl (20. September 1944–1950)

  - Regierungschef: Ministerpräsident Hubert Pierlot (1939–1945) (1940–1944 im Exil)

- Bulgarien
  - Staatsoberhaupt: Zar Simeon II. (1943–1946) (2001–2005 Ministerpräsident)
  - Regierungschef:
    - Ministerpräsident Dobri Boschilow (1943–1. Juni 1944)
    - Ministerpräsident Iwan Iwanow Bagrjanow (1. Juni 1944–2. September 1944)
    - Ministerpräsident Konstantin Murawiew (2. September 1944–9. September 1944)
    - Ministerpräsident Kimon Georgiew (1934–1935, 9. September 1944–1946)

- Dänemark (1940–1945 von Deutschland besetzt)
  - Staatsoberhaupt: König Christian X. (1912–1947) (1918–1944 König von Island)
  - Regierungschef: Ministerpräsident Erik Scavenius (1942–1945)

- Deutsches Reich
  - Staats- und Regierungschef: „Führer und Reichskanzler“ Adolf Hitler (1933–1945)

- Finnland
  - Staatsoberhaupt:
    - Präsident Risto Ryti (1940–4. August 1944) (1939–1940 Ministerpräsident)
    - Präsident Carl Gustaf Emil Mannerheim (4. August 1944–1946)

  - Regierungschef:
    - Ministerpräsident Edwin Linkomies (1943–8. August 1944)
    - Ministerpräsident Antti Hackzell (8. August 1944–21. September 1944)
    - Ministerpräsident Urho Castrén (21. September 1944–17. November 1944)
    - Ministerpräsident Juho Kusti Paasikivi (1918, 17. November 1944–1946) (1946–1956 Präsident)

- Frankreich (1940–Juli 1944 von Deutschland besetzt; im Osten und Süden von Deutschland kontrollierte Regierung sog. Vichy-Regime)
  - Staatsoberhaupt: Staatschef Philippe Pétain (1940–20. August 1944) (1940–1942 Präsident des Ministerrats)
  - Regierungschef: Präsident des Ministerrats Pierre Laval (1931–1932, 1935–1936, 1942–17. August 1944)
  - Staats- und Regierungschef: Präsident der Provisorische Regierung der Französischen Republik Charles de Gaulle (20. August 1944–1946) (1959–1969 Präsident; 1958–1959 Ministerpräsident)

- Griechenland (1941–1944 von Deutschland und (bis 1943) Italien besetzt)
  - Staatsoberhaupt: König Georg II. (1922–1924, 1935–1947) (1941–1946 im Exil)
    - Regent Damaskinos Papandreou (30. November 1944–1946) (1945 Ministerpräsident)

  - Regierungschef:
    - Ministerpräsident Emmanouil Tsouderos (1941–14. April 1944) (ab 1941 im Exil)
    - Ministerpräsident Sophoklis Venizelos (14. April 1944–26. April 1944, 1950, 1950–1951) (im Exil)
    - Ministerpräsident Georgios Papandreou (26. April 1944–1945, 1963, 1964–1965) (bis 18. Oktober 1944 im Exil)
    - Ministerpräsident Ioannis Rallis (1943–1944) (Regierung unter Kontrolle der Achsenmächte)

- Irland
  - Staatsoberhaupt: Präsident Douglas Hyde (1938–1945)
  - Regierungschef: Taoiseach Éamon de Valera (1932–1948, 1951–1954, 1957–1959) (1959–1973 Präsident)

- Island (unabhängig seit 17. Juni 1944)
  - Staatsoberhaupt: Präsident Sveinn Björnsson (17. Juni 1944–1952)
  - Regierungschef:
    - Ministerpräsident Björn Þórðarson (17. Juni 1944–21. Oktober 1944)
    - Ministerpräsident Ólafur Thors (21. Oktober 1944–1947, 1949–1950, 1953–1956, 1959–1963)

- Italien
  - Staatsoberhaupt: König Viktor Emanuel III. (1900–1946)
  - Regierungschef:
    - Ministerpräsident Pietro Badoglio (1943–9. Juni 1944)
    - Ministerpräsident Ivanoe Bonomi (1921–1922, 9. Juni 1944–1945)

  - Republik von Salò (im von Deutschland besetzten Norditalien)
    - Staats- und Regierungschef: Benito Mussolini (1943–1945)

- Jugoslawien (1941–1945 von Deutschland und (bis 1943) Italien besetzt)
  - Staatsoberhaupt: König Peter II. (1934–1945) (1941–1945 im Exil)

- Kroatien (1941–1945 unter Oberhoheit von Deutschland und (bis 1943) Italien)
  - Staatsoberhaupt: „Führer“ Ante Pavelić (1943–1945) (1941–1943 Regierungschef)
  - Regierungschef: Ministerpräsident Nikola Mandić (1943–1945)

- Liechtenstein
  - Staatsoberhaupt: Fürst Franz Josef II. (1938–1989)
  - Regierungschef Josef Hoop (1928–1945)

- Luxemburg (1940–11. September 1944 von Deutschland besetzt)
  - Staatsoberhaupt: Großherzogin Charlotte (1919–1964) (1940–1945 im Exil)
  - Regierungschef: Staatsminister Pierre Dupong (1937–1953) (1940–1945 im Exil)
- CdZ-Gebiet Luxemburg
  - Chef der Zivilverwaltung Gustav Simon (1940–11. September 1944)

- Monaco
  - Staatsoberhaupt: Fürst Louis II. (1922–1949)
  - Regierungschef:
    - Staatsminister Émile Roblot (1937–29. September 1944)
    - Staatsminister Pierre Blanchy (29. September 1944–13. Oktober 1944, 1949, 1962–1963) (kommissarisch)
    - Staatsminister Pierre de Witasse (13. Oktober 1944–1948)

- Niederlande (1940–1945 von Deutschland besetzt)
  - Staatsoberhaupt: Königin Wilhelmina (1890–1948) (1940–1945 im Exil)
  - Regierungschef: Ministerpräsident Pieter Sjoerds Gerbrandy (1940–1945) (1940–1945 im Exil)
  - Reichskommissar Arthur Seyß-Inquart (1940–1945) (1938 Bundeskanzler vön Österreich)

- Norwegen (1940–1945 von Deutschland besetzt)
  - Staatsoberhaupt: König Haakon VII. (1906–1957) (1940–1945 im Exil)
  - Regierungschef: Ministerpräsident Johan Nygaardsvold (1935–1945) (1940–1945 im Exil)
  - Reichskommissar Josef Terboven (1940–1945)
  - Ministerpräsident Vidkun Quisling (1940, 1942–1945)

- Polen (umstritten)
  - Staatsoberhaupt: Präsident Bolesław Bierut (1944–1952) (bis 4. Februar 1947 Präsident des Landesnationalrates, 1952–1954 Ministerpräsident, 1948–1954 Parteichef)
  - Regierungschef: Ministerpräsident Edward Osóbka-Morawski (22. Juli 1944–1947)

- Portugal
  - Staatsoberhaupt: Präsident Óscar Carmona (1925–1951)
  - Regierungschef: Ministerpräsident António de Oliveira Salazar (1932–1968)

- Rumänien (besetzt ab September)
  - Staatsoberhaupt: König Michael I. (1940–1947)
  - Regierungschef:
    - Ministerpräsident Ion Antonescu (1940–23. August 1944)
    - Ministerpräsident Iuliu Maniu (23. August–27. August 1944)
    - Ministerpräsident Constantin Sănătescu (27. August–2. Dezember 1944)
    - Ministerpräsident Nicolae Rădescu (2. Dezember 1944–1945)

- San Marino
  - Capitani Reggenti:
    - Marino Della Balda (1921, 1943–1. April 1944, 1947, 1950–1951) und Luigi Zafferani (1943–1. April 1944)
    - Francesco Balsimelli (1. April 1944–1. Oktober 1944) und Sanzio Valentini (1. April 1944–1. Oktober 1944)
    - Teodoro Lonfernini (1. Oktober 1944–1945) und Leonida Suzzi Valli (1. Oktober 1944–1945, 1963)

  - Regierungschef: Außenminister Gustavo Babboni (1943–1945)

- Schweden
  - Staatsoberhaupt: König Gustav V. (1907–1950)
  - Regierungschef: Ministerpräsident Per Albin Hansson (1936–1946)

- Schweiz[1]
  - Bundespräsident: Walther Stampfli (1944)
  - Bundesrat:
    - Marcel Pilet-Golaz (1929–31. Dezember 1944)
    - Philipp Etter (1934–1959)
    - Enrico Celio (1940–1950)
    - Walther Stampfli (1940–1947)
    - Karl Kobelt (1941–1954)
    - Eduard von Steiger (1941–1951)
    - Ernst Nobs (1. Januar 1944–1951)

- Slowakei
  - Staatsoberhaupt: Jozef Tiso (1939–1945)
  - Regierungschef:
    - Ministerpräsident Vojtech Tuka (1939–5. September 1944)
    - Ministerpräsident Štefan Tiso (5. September 1944–1945)

- Sowjetunion
  - Parteichef: Generalsekretär der KPdSU Josef Stalin (1922–1953)
  - Staatsoberhaupt: Vorsitzender des Präsidiums des obersten Sowjets Michail Iwanowitsch Kalinin (1922–1946)
  - Regierungschef: Vorsitzender des Ministerrats Josef Stalin (1941–1953)

- Spanien
  - Staats- und Regierungschef: Caudillo General Francisco Franco (1939–1975)

- Türkei
  - Staatsoberhaupt: Präsident İsmet İnönü (1938–1950)
  - Regierungschef: Ministerpräsident Şükrü Saracoğlu (1942–1946)

- Ungarn
  - Staatsoberhaupt:
    - Reichsverweser Miklós Horthy (1920–15. Oktober 1944)
    - „Führer der Ungarischen Nation“ Ferenc Szálasi (16. Oktober 1944–1945)

  - Regierungschef:
    - Ministerpräsident Miklós Kállay (1942–23. März 1944)
    - Ministerpräsident Döme Sztójay (23. März–29. August 1944)
    - Ministerpräsident Géza Lakatos (29. August–15. Oktober 1944)
    - Ministerpräsident Ferenc Szálasi (15. Oktober 1944–1945)

- Vatikanstadt
  - Staatsoberhaupt: Papst Pius XII. (1939–1958)
  - Regierungschef: Kardinalstaatssekretär Luigi Maglione (1939–22. August 1944)

- Vereinigtes Königreich
  - Staatsoberhaupt: König Georg VI. (1936–1952)
  - Regierungschef: Premierminister Winston Churchill (1940–1945)